# Zuzana Tomečková
Zuzana Tomečková (* 19. Juni 2008) ist eine slowakische Eishockeytorhüterin.

## Karriere
Zur Saison 2021/22 stieg Zuzana Tomečková in die erste Mannschaft von MHK Martin auf und debütierte für die Mannschaft in der Extraliga, der höchsten Liga im slowakischen Fraueneishockey. Sie absolvierte insgesamt 17 Spiele und belegte schlussendlich mit ihrer Mannschaft den vierten Platz. In der darauffolgenden Saison spielte sie erneut für die Mannschaft aus Martin. Im Vergleich zur vorherigen Saison wurden wieder Playoffs ausgetragen, für die sie sich mit ihrer Mannschaft qualifizierte. In den Playoffs kam sie dabei nur in den Finalspiel gegen Popradské líšky am 25. März 2023, das mit 0:2 verloren wurde, zum Einsatz. Trotz dieser Niederlage konnte der MHK Martin im Best-of-Five-Modus im entscheidenden fünften Spiel die Meisterschaft sichern.

### International
Bei dem Europäischen Olympischen Winter-Jugendfestival 2023 durfte Zuzana Tomečková erstmals bei einem internationalen Turnier für die Slowakei teilnehmen. Sie absolvierte dabei ein Spiel und erreichte mit ihrer Mannschaft das Finale, wo das Team der tschechischen Mannschaft mit 1:4 unterlag und somit Bronze gewann.

## Erfolge und Auszeichnungen
- 2023 Silbermedaille beim Europäischen Olympischen Winter-Jugendfestival
- 2023 Slowakischer Meister mit dem MHK Martin